# Virginia Prince
Virginia Charles Prince (ur. 23 listopada 1912 w Los Angeles jako Arnold Lowman, zm. 2 maja 2009 tamże) – amerykańska chemiczka i działaczka społeczna.

## Życiorys
Córka ortopedy i przesiębiorczyni, po urodzeniu przypisano jej płeć męską. Od dzieciństwa wykazywała zainteresowanie damską odzieżą, co przejawiało się transwestytyzmem; było to tolerowane przez matkę, natomiast przez ojca nieakceptowane. Kształciła się na Pomona College w dziedzinie chemii. W 1939 roku obroniła doktorat z zakresu farmakologii na Uniwersytecie Kalifornijskim w San Francisco. Wykładała ten przedmiot na ukończonej przez siebie uczelni.
Współpracowała przy wydawaniu i redagowaniu czasopisma „Transvestia”, które poruszało temat transwestytyzmu; jego początki sięgają roku 1952, wówczas ukazały się dwa wydania tegoż czasopisma. Jego publikacja została wznowiona w maju 1960 roku, pismo ukazywało się sześć razy w roku. Prince była z nim związana do 1980 roku. Założyła także laboratorium chemiczne Westwood Laboratories oraz przedsiębiorstwo Cardinal Laboratories, które produkowało kosmetyki na potrzeby salonów pielęgnacji zwierząt.
Z jej inicjatywy powstały organizacje kolejno Hose & Heels Club, Foundation for Personality Expression oraz Tri-Ess. Trzecia z nich poświęcona była heteroseksualnym mężczyznom uprawiającym cross-dressing, jej członkami nie mogły być osoby o innej orientacji niż heteroseksualna ani osoby będące po operacji korekty płci; w rzeczywistości wśród członków Tri-Ess miały jednak znajdować się osoby, które takową operację już przeszły.
Autorka książek pt. The Transvestite and His Wife oraz How To Be a Woman Though Male, opublikowane zostały w latach odpowiednio 1967 i 1971.

## Życie prywatne
W 1941 roku wzięła ślub z Dorothy Shepherd, z tego związku w 1946 roku urodził się syn Brent; małżeństwo zakończyło się rozwodem z powodu braku akceptacji transwestytyzmu przez Shepherd. Virginia Prince związała się następnie z Doreen Skinner, będąc z nią w związku małżeńskim w latach 60.
Nie identyfikowała się jako osoba transseksualna, ponieważ nie chciała się poddać operacji korekty płci, ani nie odczuwała pociągu do mężczyzn (czego oczekiwano od transseksualnych kobiet kiedy żyła). Uważała się raczej za osobę transpłciową i używała wobec siebie przestarzałego już określenia „transgenderysta”.